# サラゴサ大学
サラゴサ大学（スペイン語: Universidad de Zaragoza）は、スペイン・アラゴン州サラゴサに本部を置く公立大学。1542年に創設された、スペイン有数の歴史を持つ大学である。アラゴン州唯一の公立大学であり、アラゴン州の3県すべてにキャンパスを置いている。22の学科で40,000人以上の学生が学んでいる。

## 歴史
サラゴサ大学は教会学校に起源を持ち、7世紀にはブラウリオ司教が率いるサラゴサの学校に統合された。ブラウリオ司教は後に大学の守護聖人となっている。1542年に正式に「大学」となった。
後にアラゴン王となるフェルナンドの請願によって、1474年にローマ教皇シクストゥス4世から認可を受け、この学校は一般文芸学校となった。1476年にはアラゴン王フアン2世からも一般文芸学校設置の認可を受け、この学校は文芸の学位(Bachiller)を与えた。1542年9月10日には完全な学位(Licenciado、Doctor en Facultad)を与える大学として認可され、形式的には1542年を大学の創設年としているが、実際に大学としての機能が備わったのは1583年のことである。1586年には初めて自前の建物を建設した。

## キャンパス

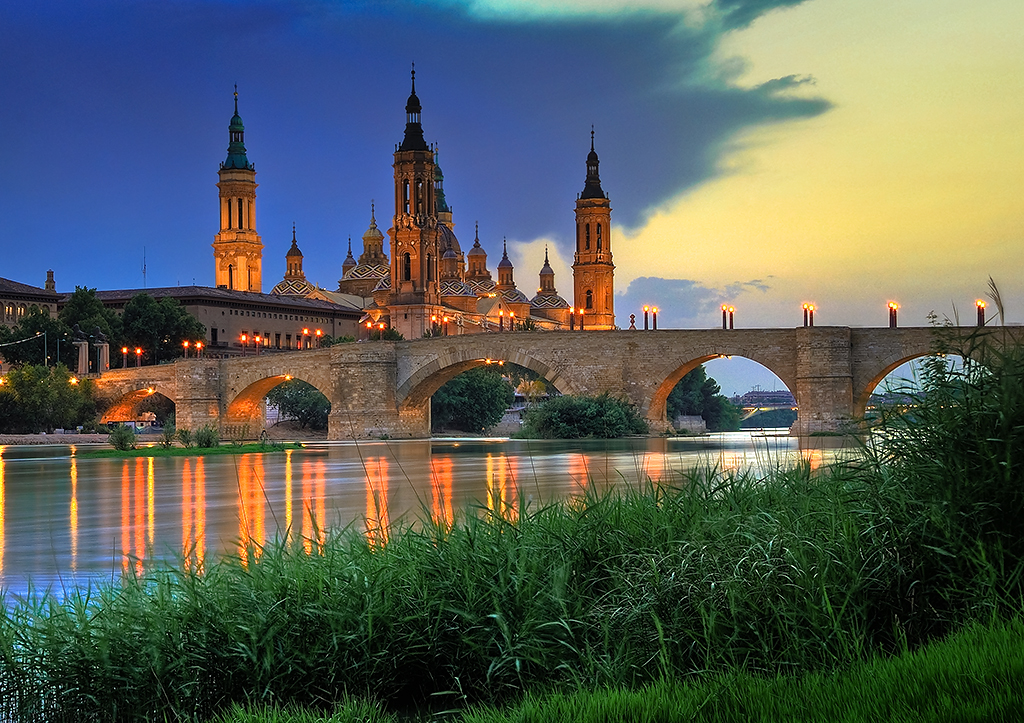
サラゴサにあるヌエストラ・セニョーラ・デル・ピラール聖堂

今日のサラゴサ大学では約40,000人の学生が学んでいる。教員は約3,000人、職員は約2,000人である。サラゴサ県、ウエスカ県、テルエル県と、アラゴン州の3県すべてにキャンパスを持つ。ウエスカ・キャンパスとテルエル・キャンパスは1985年に設置された。
アラゴン州の州都でありサラゴサ県の県都でもあるサラゴサには、5つのキャンパスが分散している。最大のキャンパスはプラサ・サン・フランシスコキャンパスであり、その他にはリオ・エブロ・キャンパス、観光大学校、プラサ・デ・バシリオ・キャンパス、獣医学部がある。
ウエスカ県の県都ウエスカのキャンパスには、総合技術専門学校、健康スポーツ科学部、人文学・教育学部、経営・公共政策学部、サン・ホルヘ病院付属看護学校がある。
テルエル県の県都テルエルのキャンパスには、コンピュータ工学やプログラミングを学ぶ工学院がある。また、社会・人文学部、オビスポ・ポランコ病院付属看護学校がある。

## 出身者
- ガスパール・ラックス（英語版）(1487-1560) : 哲学者・数学者。
- フアン・ロレンソ・パルミレーノ（スペイン語版）(1524-1579) : 詩人・著作家・劇作家。
- ヘロニモ・ブランカス（スペイン語版）(????-1590) : 歴史学者。
- ルペルシオ・レオナルド・デ・アルヘンソーラ（英語版）(1559-1613) : バルトロメの兄。劇作家・詩人。
- バルトロメ・レオナルド・デ・アルヘンソーラ（英語版）(1562-1631) : ルペルシオの弟。劇作家・詩人。
- ペドロ・アパオラサ（英語版）(1567-1643) : サラゴサ大司教。
- マヌエル・デ・ローダ（英語版）(1706-1782) : 外交官・政治家。在ローマ大使。法務大臣。
- ホルダン・デ・アッソ（英語版）(1742-1814) : 法曹・歴史学者・自然主義者。
- サンティアゴ・ラモン・イ・カハール(1852-1934) : 神経解剖学者。1906年にノーベル生理学・医学賞受賞[5]。
- ホセ・マルティ(1853-1895) : 文学者・革命家。キューバの国民的英雄。
- マヌエル・アサーニャ(1880-1940) : 政治家。スペイン第二共和政首相。法学を専攻。
- マリア・モリネール（英語版）(1900-1981) : 女性司書・辞書編纂者。
- アントニオ・ミンゴテ（英語版）(1919-2002) : 漫画家・著作家。
- シャビエル・アルサリュス(1932-) : 政治家。バスク民族主義党(PNV)党首。法学と哲学を専攻。
- ホセ・アントニオ・ラボルデータ（英語版）(1935-2010) : シンガーソングライター。
- セサル・アリエルタ（英語版）(1945-) : 実業家。テレフォニカ最高経営責任者(CEO)兼会長。
- 鈴木康久(1955 -) : 外交官。駐ニカラグア特命全権大使。
- ディーノ・バルス(1959-) : 画家。医学を専攻。
- アドリアーナ・アベニア（英語版）(1984-) : モデル・女優・テレビ司会者。

## 著名な名誉教授
- ペドロ・シモン・アブリル（スペイン語版）(1530-1595) : アリストテレスやプラトンなどの哲学書を翻訳。16世紀スペインにおける博愛主義運動の牽引者。
- マティアス・バリオ・イ・ミエル（英語版）(1844-1909) : 法制史学者。カルリストの指導者。地理歴史学科長。
- サルバドール・ミンギホン・アドリアン（英語版）(1874-1959) : 法制史学者。スペイン法制史学科長。